# Quiridioïdeus
Els quiridioïdeus (Cheiridioidea) són una de les sis superfamílies de pseudoescorpins.
Són petits, 1 mm aproximadament, amb els quelícers poc desenvolupats que fa 1/3 part de la llargada de l'escut toràcic, que és triangular. Tenen 2 ulls, l'abdomen és ovalat i les tergites i les esternites dividides.
Viuen sota les escorces dels arbres i entre la fullaraca; alguns es poden trobar en els nius d'ocells i mamífers i a dins de cases.

## Sistemàtica
La superfamília dels quiridioïdeus se subdivideix en dues famílies:
- Querídids (Cheiridiidae)
- Esternofòrids (Sternophoridae)